# Пустошкин, Ефрем Васильевич
Ефре́м Васи́льевич Пустошкин (1864 — после 1922) — самарский уездный предводитель дворянства, член III Государственной думы от Самарской губернии.

## Биография
Православный. Потомственный дворянин Самарской губернии. Землевладелец Николаевского и Самарского уездов (2230 и 568 десятин).
Окончил лицей цесаревича Николая (1882) и историко-филологический факультет Московского университета (1887).
По окончании университета служил непременным членом Николаевского уездного по крестьянским делам присутствия (1887—1890). В 1899—1905 годах состоял самарским уездным предводителем дворянства. Более 10 лет избирался гласным Самарского и Николаевского уездных и Самарского губернского земских собраний, а также почетным мировым судьей по обоим уездам.
18 июня 1909 года избран в Государственную думу на дополнительных выборах от Самарской губернии на место отказавшегося A. А. Ушакова. Входил во фракцию прогрессистов. Состоял членом комиссий: по исполнению государственной росписи доходов и расходов, финансовой.
Судьба после 1922 года неизвестна. Был женат.